# Museu Nacional do Teatro e da Dança

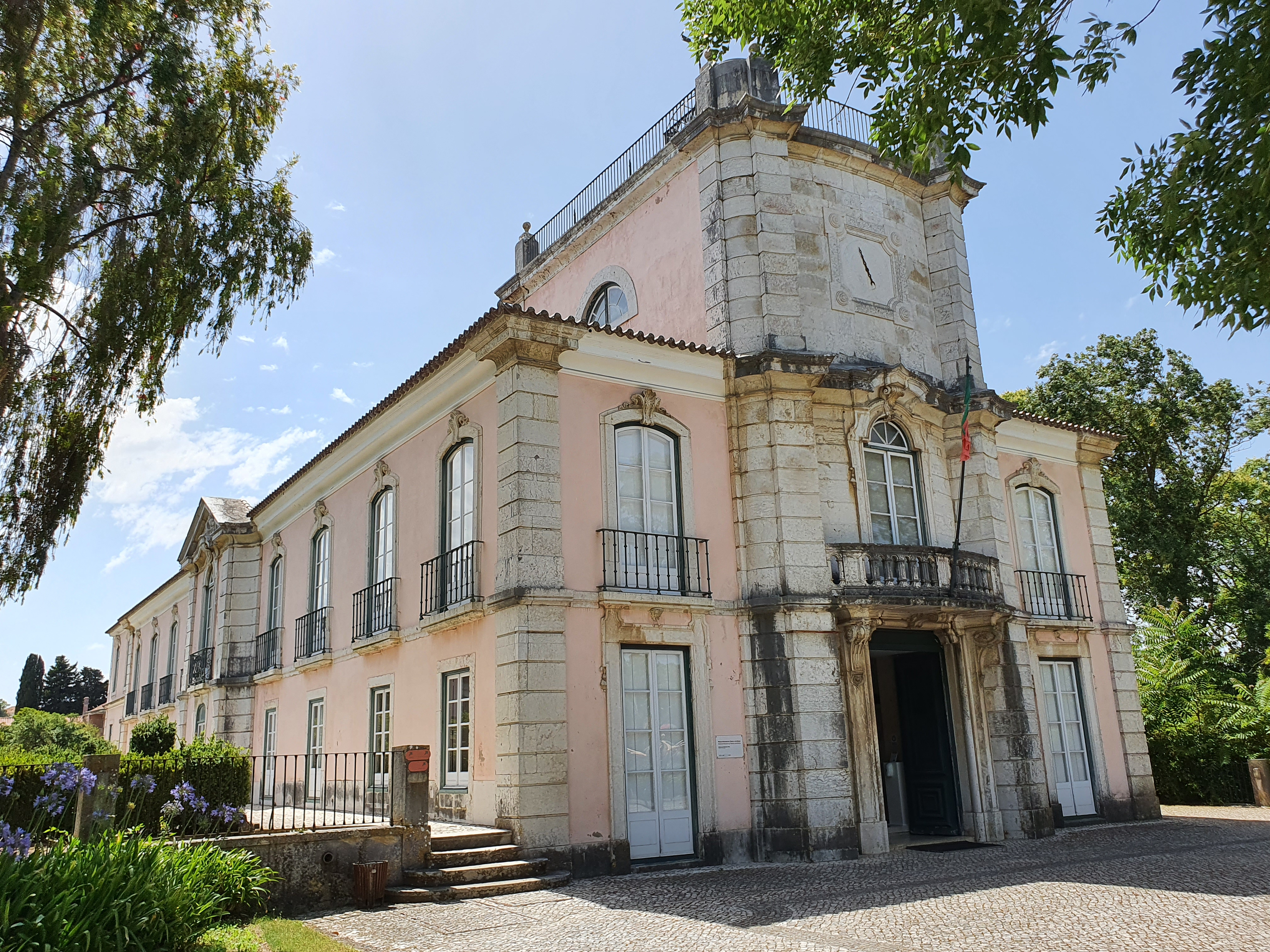
Museu Nacional do Teatro e da Dança

O Museu Nacional do Teatro, designado Museu Nacional do Teatro e da Dança desde janeiro de 2015, foi inaugurado em 1985 e ocupa o Palácio do Monteiro-Mor, situado na freguesia do Lumiar em Lisboa.
Do acervo do museu, fazem parte cerca de 260.000 peças, trajos e adereços de cena, maquetes de cenários, figurinos, desenhos, caricaturas, programas, cartazes, postais, álbuns de recortes de jornal, manuscritos, folhetos, coplas, discos, partituras, teatros de papel do século XVIII ao século XX, assim como um espólio com cerca de 25.000 fotografias.
O Museu Nacional do Teatro apresenta para além da sua exposição permanente, exposições temporárias dedicadas a artistas e ou companhias de teatro, prestando desta forma a sua homenagem, aos diversos e conceituados artistas de palco portugueses.
Em janeiro de 2015, foi anunciado que o Museu Nacional do Teatro vai passar a designar-se Museu Nacional do Teatro e da Dança pelo seu «papel histórico» nas duas áreas, numa nota do gabinete do secretário de Estado da Cultura, Jorge Barreto Xavier.

## Acervo
O inventário do Museu Nacional do Teatro conta com cerca de 260.000 peças. A coleção do museu é constituída por variados tipos de peças, nomeadamente:
- Trajes de cena (cerca de 2.500);
- Fotografias (cerca de 200.000);
- Postais ilustrados (cerca de 3.500);
- Maquetas ou projetos de cenário (cerca de 2.400);
- Figurinos (cerca de 6.200);
- Desenhos, retratos, caricaturas (cerca de 2.000);
- Cartazes (cerca de 1.500);
- Programas e folhetos (cerca de 15.000);
- Folhas de música (cerca de 1.200).

## Biblioteca
A biblioteca do Museu Nacional do Teatro é especializada em artes do espectáculo, baseada nas importantes bibliotecas privadas de:
- Amélia Rey Colaço e Robles Monteiro;
- Francisco Ribeiro (Ribeirinho);
- Colecionador António Magalhães;
- Fundo documental do antigo Grémio dos Artistas Teatrais.

É composta por cerca de 35.000 títulos de monografias que compreendem essencialmente peças de teatro, bibliografia ativa (memórias, crítica teatral, etc) e bibliografia passiva.